# Filip Novák (fotbalista)
Filip Novák (* 26. června 1990 Přerov) je český profesionální fotbalista, který hraje na pozici levého obránce za český klub SK Sigma Olomouc. Mezi lety 2015 a 2021 odehrál také 28 utkání v dresu české reprezentace, v nichž vstřelil 2 branky.
Je typem ofenzivního beka, hraje na levé straně obrany. V průběhu celé kariéry vyniká na poměry obránce velkým množstvím vstřelených branek. Jeho dědečkem byl zpěvák a skladatel Pavel Novák.
Je vítězem dánské ligy a tureckého a českého poháru. Drží rekord 1. české ligy v počtu gólů nastřílených obráncem za jednu sezónu (celkem 11 v sezóně 2014/15).

## Klubová kariéra
Filip Novák začal hrát fotbal v týmu KMK Přerov, poté od žákovské kategorie v 1. FC Přerov a následně ještě jako dorostenec přestoupil do klubu FC Tescoma Zlín. Tam se po sestupu do druhé ligy výrazně prosadil a tak si jej v roce 2011 do svých řad vybral FK Baumit Jablonec. V něm se po půlroce propracoval do základní sestavy a později za něj odehrál také několik utkání Evropské ligy (mj. proti Betisu Sevilla, FC Kodaň nebo Ajaxu Amsterdam). To mu společně se střeleckým rekordem z pozice obránce v sezóně 2014/15 přineslo zahraniční angažmá v dánském FC Midtjyllandu, kde se ihned zařadil mezi stabilní členy základní sestavy.

### FC Tescoma Zlín
Prvoligový debut si odbyl ve svých 18 letech v závěru domácího zápasu s Příbramí v dubnu 2009. V dalším kole odehrál celý zápas na hřišti Baníku Ostrava, kde si nešťastně vstřelil vlastní gól (Zlín nakonec vyhrál 1:3), pak už si příliš nezahrál. Na konci sezony 2008/09 přišel sestup do druhé ligy, což pro něj nebylo úplně na škodu. Dostával více šancí, až se vypracoval mezi nejlepší hráče týmu a získal si tak pozornost jiných klubů.

### FK Baumit Jablonec

#### Sezóna 2011/12
Za atraktivnějším angažmá přestoupil v červenci 2011 do Jablonce, za něhož hned v úvodu okusil Evropskou ligu. Nejdříve střídal v zápasech proti albánskému KS Flamurtari Vlorë a v dalším kole, domácím zápasu proti Alkmaaru nastoupil v základní sestavě.
V české lize nejprve střídal, ale od 14. kola v domácím zápase proti Sigmě Olomouc začal stabilně nastupovat v základní sestavě, ve které hraje na postu ofenzivně laděného levého obránce.

#### Sezóna 2012/13
Na podzim sezony 2012/13 (1. října 2012) vstřelil svůj premiérový ligový gól v domácím utkání proti Dukle Praha (remíza 2:2). Další dva góly přidal 30. března 2013 proti domácímu celku 1. FK Příbram, kdy první dorazil do sítě patičkou a druhý vstřelil krásným obloučkem z přímého kopu. Jablonec však vedení 3:1 neudržel a nakonec v Příbrami remizoval 3:3, byť jeden příbramský gól doprovázely kontroverze o tom, jestli balón skutečně přešel brankovou čáru.
V zimním halovém turnaji Indoor Fotbal Cup 2013 zvítězil se svým Jabloncem a byl vyhlášen nejlepším hráčem celého turnaje.
V lize Jablonec v průběhu celé sezony stíhal Spartu a Plzeň na špičce tabulky, ale po debaklu 5:1 na hřišti Dukly Praha ve 23. ligovém kole přišla výsledková krize. Na bronzovou příčku tabulky jej tak v závěru soutěže předběhl Liberec a Jablonci tak už jako jediná cesta do evropských pohárů zůstal Pohár České pošty, který nakonec celý vyhrál.
17. května 2013 se Novák podílel na vítězství ve finále Poháru České pošty 2012/13 proti Mladé Boleslavi v Chomutově. Utkání se rozhodlo až v penaltovém rozstřelu, který skončil poměrem 5:4 pro Jablonec (po konci řádné hrací doby byl stav 2:2), Novák svůj pokus s ledovým klidem proměnil.

#### Sezóna 2013/14
Na začátku sezóny 2013/14 (12. července 2013) nastoupil v základní sestavě k utkání o český Superpohár proti Viktorii Plzeň. Tu Jablonec porazil na jejím hřišti 2:3 a získal tak další trofej.
V bojích Evropské ligy, kam jablonečtí postoupil díky zisku Poháru České pošty v minulé sezoně, nejprve narazili ve 3. předkole na norský Stromsgodset. Novák odehrál celý domácí zápas, který jeho tým vyhrál 2:1.
K venkovnímu utkání kvůli krátkodobému zranění z předešlého ligového zápasu nenastoupil, ale jeho spoluhráči i tak vyhráli 1:3 a svého soupeře tak vyřadili.
Ve 4. předkole narazili na celek Betis Sevilla. Po skvělém herním projevu, který však ztroskotal na mnoho nepřesnostech jabloneckých v koncovce a několika nedůrazech v obraně, doma Jablonec podlehl 1:2.
Novák v tomto zápase nacentroval Kopicovi na jediný gól do sítě španělského celku. S vědomím obstojného výkonu z minulého zápasu a špatné formy jejich soupeře ve španělské nejvyšší lize jeli jablonečtí do Sevilly s odhodláním postoupit. Soupeř však neponechal nic náhodně, před svými téměř 30 tisíci diváky je po výborném výkonu porazil 6:0 a sen o postupu do základní skupiny Evropské ligy se tak rozplynul.
Po vyřazení z Evropské ligy Jablonec neoslňoval ani v Gambrinus lize. Konkrétně Novákovi se hrubě nepovedl zápas na hřišti Viktorie Plzeň, kde dvakrát fauloval domácího Petrželu za žlutou kartu a už po 22 minutách tak musel do kabin. Jeho spoluhráči pak v tomto zápase dostali celkem 6 gólů, za což byli potrestáni vedením klubu půlmilionovou pokutou. Po podzimní části se nakonec Jablonec umístil ve středu tabulky na 7. místě.
Během zimní přestávky se Novák přesunul z obrany do zálohy, ve které začal střídavě nastupovat i během mistrovských utkání.
Za úspěchy v minulé sezoně (zisk Poháru České pošty a následně českého Superpoháru) byl v rodném Přerově oceněn titulem Nejúspěšnější sportovec roku 2013 v kategorii "Krajánek" udělované sportovci s přerovskými kořeny, avšak působícímu v jiném městě.
Ani na jaře se Jablonci v lize nedařilo, propadal především při venkovních utkáních. V nich uhrál pouze jediný bod za remízu na Slavii, i když kupříkladu prohře 3:2 v dalším zápase na hřišti Mladé Boleslavi přispěl nasimulovaný faul Jana Kysely a následně proměněná penalta po údajném faulu právě od Nováka. Touto výsledkovou mizérií si Jablonec vysloužil konečné 11. místo v tabulce.
Dosáhnout pohárové Evropy se tedy opět snažil prostřednictvím Poháru české pošty. Až do prvního semifinálového zápasu tento cíl vypadal nadějně, Jablonec v něm totiž doma porazil Spartu 3:1 a měl tak slušně nakročeno do finále. V odvetě na Letné však domácí neponechali nic náhodě a smetli soupeře 4:0 (nakonec také celý pohár vyhráli a zajistili si tím double).

#### Sezóna 2014/15
Během zimní pauzy jablonečtí výrazně posílili a vzhledem k absenci v pohárové Evropě veškeré síly soustředili na domácí soutěže. Novák i přes rostoucí konkurenci svými výkony v přípravě přesvědčil nového trenéra Jaroslava Šilhavého o tom, že i nadále patří do základní sestavy. Vyplatilo se, rychlík s vytříbenou levačkou nabral doslova životní formu. Nejprve po více než roce a čtvrt čekání na gól proměnil penaltu doma proti Slovácku, což zajistilo Jablonci remízu. O dva týdny později, kdy zelenobílí hostili Jihlavu, se stal mužem utkání a následně i celého 5. kola za 2 vstřelené góly, kterými prolomil zvyk remízových výsledků týmu při svých střeleckých úspěších. V dalším domácím zápase po měsíci proti Dukle Praha se podílel na debaklu 6:0 opět 2 góly a s celkem 5 vstřelenými brankami se stal z pozice levého obránce nejlepším střelcem týmu. Týden na to se v Edenu trefil znovu tentokrát výstavní technickou střelou z přímého kopu a zařídil tak svému týmu bod za remízu 1:1. V posledním podzimním kole hráli jablonečtí doma s vedoucí Viktorií Plzeň, na kterou ztráceli 2 body. S ní prohráli 1:2 po inkasovaném gólu v závěru utkání a nevyhoupli se tak na čelo tabulky - přezimovali tak na třetím místě v závěsu za Západočechy a Spartou.
Tuto pozici si drželi i v jarní části sezony, kdy však nedokázali Spartu, která byla v tabulce před nimi, porazit v lize. Za týden se však Novák blýskl dvěma góly doma proti Příbrami, čímž potvrdil skvělou formu a vzhledem k nemoci plzeňského Rajtorala byl nominován k domácímu kvalifikačnímu utkání s Lotyšskem a také k přátelskému utkání na Slovensku, kde došlo k jeho reprezentačnímu debutu v závěru zápasu. Za dva týdny v lize se znova trefil v domácím utkání proti Hradci Králové a za další dva týdny opět doma, tentokrát proti Slavii, čímž se dostal až na metu 10 gólů, stal se tak nejlépe střílejícím obráncem v historii 1. české ligy a v anketě fanoušků fotbalistou měsíce dubna.
V pohárovém čtvrtfinále vrátili jablonečtí pražské Spartě její vedení v lize před Jabloncem jejím vyřazením, což odnesl sparťanský trenér Lavička vyhazovem. Novák se ve vítězné domácí odvetě trefil z penalty. V semifinále Severočeši narazili na Mladou Boleslav, kterou porazili nejdříve na jejím hřišti (2:1) a o dva týdny později i doma (1:0). Tím se jim otevřela cesta do finále hraném právě na boleslavské půdě proti Liberci. Utkání provázela nadstandardní divácká podpora obou týmů, kdy jako první se radovala zeleně oděná polovina fanoušků po trefě Martina Doležala před koncem první půle. Po přestávce však byl Liberec lepším týmem, což vyvrcholilo vyrovnávacím gólem střídajícího Marka Bakoše pět minut před skončením zápasu. Poté se již skóre neměnilo a tak došlo na pokutové kopy, které za zelenobílé neproměnili jak Novák, tak ani Doležal nebo Rossi. Za modrobílé byl neúspěšný jen Frýdek a tak pohár skončil v rukou šťastnějšího Slovanu Liberec.
Novák si pak spravil chuť v posledním ligovém kole na Zbrojovce Brno, kde otevřel skóre zápasu a navýšil tak historický rekord Synot ligy v počtu vstřelených gólů obráncem na úctyhodných 11 branek za sezónu. Celkově skončili jablonečtí třetí a kvalifikovali se tak do Evropské ligy pro další sezónu.

#### Sezóna 2015/16
Další sezónu zahájili výhrou 3:2 v Příbrami a hned v dalším týdnu také vstoupili do bojů v Evropské lize. Doma na Střelnici přivítali dánský celek FC Kodaň, se kterým po vyrovnaném utkání prohráli 0:1. Do Dánska ale i tak odletěli s odhodláním postoupit, což se jim skutečně podařilo. Po výkonu na hranici svých možností vyloupili tamní stadion Parken v gólovém poměru 3:2 a díky venkovním gólům tak nečekaně postoupili do 4. předkola.
V něm narazili na holandský velkoklub Ajax Amsterdam, se kterým začali na jeho hřišti. V proslulé Amsterdam Areně prohráli 0:1, byť měli několik slibných gólových příležitostí. V domácí odvetě opět kvůli nepřesné koncovce nedokázali zužitkovat ani početní oslabení soupeře v poslední půlhodině, neobvyklý penaltový exekutor Greguš navíc ani neproměnil pokutový kop. Utkání tak skončilo bezbrankovou remízou, která Jablonci k postupu do hlavní fáze soutěže nestačila. Novák odehrál všechny zápasy evropského poháru v základní sestavě, ve kterých vždy odevzdal stabilní výkon a vysloužil si tak nominaci Pavla Vrby do užšího reprezentačního výběru ČR pro kvalifikační utkání s Kazachstánem (doma) a Lotyšskem (venku).

### FC Midtjylland

#### Sezóna 2015/16
Den po vyřazení z Evropské ligy přestoupil koncem srpna 2015 z Jablonce do klubu tehdejšího dánského mistra FC Midtjylland, se kterým podepsal čtyřletou smlouvu. Jeho zahraniční debut nastal o několik dnů později po přestupu, kdy v domácím utkání proti Hobro IK (30. srpna 2015) odehrál celých 90 minut a pomohl tak týmu k vítězství 2:0.
Brzy na to si také zahrál v Evropské lize, kde v základní skupině odehrál všechny zápasy proti celkům SSC Neapol, Club Bruggy a Legia Varšava. Povedlo se mu především venkovní utkání na hřišti belgického soupeře, kde po jeho centru Onuachu hlavou zvyšoval na 0:2 a o 7 minut později sám vstřelil svůj premiérový gól v Evropské lize (utkání skončilo 1:3). S celkovým sedmibodovým ziskem v tabulce skupiny D nakonec Midtjylland postoupil spolu se suverénní Neapolí do jarních bojů, kde mu los přidělil slavný Manchester United.
Do té doby odehrál v podzimní části dánské ligy až na 1 zápas (kvůli krátkodobému zranění) všechna utkání a vstřelil také gól - v domácím utkání proti Esbjergu. Za tyto výkony byl odměněn také pozvánkou do reprezentace na poslední dvě kvalifikační utkání v říjnu 2015 - doma proti Turecku, proti kterému nastoupil v základní sestavě, a na hřišti Nizozemska, které strávil pouze na lavici náhradníků
Ještě před začátkem jarních bojů v dánské lize byl na programu souboj s Manchesterem United, který pod Louisem Van Gaalem prožíval výsledkovou krizi. To bylo poznat už v zápase v MCH Aréně, který Novák odehrál v základní sestavě stejně tak jako jeho příchozí krajan Václav Kadlec a radovali se ze senzačního vítězství 2:1. Nadějně to vypadalo i v odvetném utkání na Old Trafford před 58 609 diváky, do kterého Novák taktéž nastoupil od začátku. Gólem Pione Sista šel papírový outsider do vedení 0:1, za několik minut však bylo vyrovnáno vlastním gólem Nikolaje Bodurova. Po přestávce nastartoval obrat mladý debutant: 18letý Marcus Rashford, který vstřelil 2 góly na 3:1 a domácí kontrolovali hru. V závěru už docházely síly i koncentrace, Rudí ďáblové přidali ještě 2 góly především díky vynikajícímu Memphisu Depayovi, se kterým měl neustále co dělat na pravé straně obránce Rømer, a stvrdili tak svůj postup výhrou 5:1.
Po neúspěchu v Evropské lize se příliš nedařilo ani v dánské lize. Nejdříve byla zklamáním domácí porážka 0:1 od Kodaně a poté se nedařila především venkovní utkání; nejdříve na hřišti Nordsjaellandu (2:1) a pak také na Sønderjyske (3:2). Tam přitom Midtjylland o přestávce vedl 0:2 především díky Novákovi, který dal gól hlavičkou a pak na druhý přihrál. Mezitím se dařilo vyhrávat domácí zápasy, avšak pozdější porážka v Kodani (5:3) již rozhodla o titulu a tak se hrálo o 2. nebo 3. místo, která zajišťují pohárovou Evropu. Před Midtjylland se totiž již dříve dostalo Sønderjyske, které svou pozici nakonec udrželo a tak se tým z Herningu v konečné tabulce umístil po předcházející mistrovské sezóně na bronzové příčce.

#### Sezóna 2016/17
Do nové sezóny vstoupil Novák se svým týmem už na konci června, kdy v 1. předkole Evropské ligy nastoupil do obou utkání proti litevskému FK Sūduva Marijampolė a ve venkovní odvetě také vstřelil jediný gól zápasu. Ten po předchozí totožné výhře 1:0 stvrdil postup Midtjyllandu. Ještě před začátkem ligy pokračovaly evropské boje úvodním zápasem 2. předkola Evropské ligy proti Vaduzu, který to odnesl porážkou 3:0.
V lize se premiéra doma proti Randers příliš nevydařila, skončila remízou 2:2, avšak venkovní odveta na hřišti Vaduzu ve stejném gólovém poměru znamenala krok kupředu. Absence Nováka v této odvetě (ze zdravotních důvodů) jej jako by namotivovala ke střílení gólů. Nejdříve přispěl gólem k výhře 0:4 na hřišti Nordsjaellandu a poté rozhodl jediným gólem utkání ve 3. předkole Evropské ligy proti maďarskému Videotonu. Ten však v odvetě srovnal zápasové skóre a zápas tak dospěl do prodloužení - v něm se trefil znova Novák a dostal tak svůj tým do dalšího kola vyřazovacích bojů.
Po další ligové výhře, tentokrát 3:0 proti Silkeborgu došlo k soubojům s kodaňskými rivaly, které se nevydařily. Nejdříve domácí remíza 3:3 s Brøndby a poté prohra 3:1 na hřišti FC Kodaň znamenaly první vážnější ztráty na špici tabulky.
Po nich následovalo závěrečné 4. předkolo Evropské ligy. V něm byl Midtjyllandu nalosován turecký Osmanlispor, za který do obou střetnutí nastoupil také český obránce Procházka. Jeho tým byl úspěšnější, nejprve vlastním gólem Banggaarda vyhrál v Dánsku 0:1 a pak v domácí odvetě potvrdil postup dvěma trefami Pinto. S ohledem nejen na tyto okolnosti se mj. rozhodl Václav Kadlec pro návrat do své domovské Sparty.
V lize Midtjylland pokračoval úspěšněji, často plnil roli favorita a to až do 2. 10. 2016, kdy prohrál 1:0 na hřišti ligového nováčka Lyngby BK. Poté to napravil výhrami s Allborgem a na Esbjergu, ale domácí prohra 1:3 v dalším kole s FC Kodaň pomohla tomuto soupeři k již poměrně značnému náskoku v čele tabulky.

### Trabzonspor
Od ledna 2018 do srpna 2020 působil v tureckém Trabzonsporu.

### Fenerbahçe
V srpnu 2020 se upsal tureckému týmu Fenerbahçe, se kterým podepsal smlouvu na tři roky.
V září 2022 po uzavření přestupového okna nebyl spolu s Armindem Brumou a Mauriciem Lemosem zapsán na soupisku A týmu pro domácí ligu ani evropské poháry, čímž vznikly spekulace o jeho zimním odchodu do pražské Sparty nebo jiného tureckého klubu.

## Reprezentační kariéra

### Mládežnické reprezentace
Filip Novák nastoupil za výběry v kategoriích do 19, 20 a 21 let.
Bilance v mládežnických reprezentacích:
- reprezentace do 19 let: 4 utkání (1 výhra, 2 remízy, 1 prohra), 0 vstřelených gólů
- reprezentace do 20 let: 1 utkání (1 remíza), 0 vstřelených gólů
- reprezentace do 21 let: 6 utkání (5 výher, 1 remíza), 1 vstřelený gól (platí k 6. 1. 2013)

#### Kvalifikace na Mistrovství Evropy hráčů do 21 let 2013
Český výběr byl nalosován do skupiny č. 3 spolu s Arménií, Černou Horou, Walesem a Andorrou. Filip Novák nastoupil k polovině zápasů, ve kterých odehrál celkem 287 minut. 10. září 2012 v posledním domácím utkání českého celku proti Walesu vstřelil úvodní gól zápasu. Byl to zároveň jeho první gól v reprezentační jedenadvacítce. Zápas skončil jasným vítězstvím České republiky 5:0, která postoupila z prvního místa ve skupině do baráže o Mistrovství Evropy ve fotbale hráčů do 21 let 2013.
V baráži narazili Češi na dobře připravené Rusko, se kterým nejdříve doma prohráli 0:2 a tak ani venkovní remíza 2:2 po vydařenějším výkonu nemohla stačit na postup. Novák byl během obou barážových zápasů jen na střídačce.

### A-mužstvo
Jeho výkony v Jablonci v podzimní části sezony 2014/15 nezůstaly bez povšimnutí reprezentačního trenéra Pavla Vrby, který jej 10. listopadu 2014 poprvé povolal do české reprezentace jako náhradu za zraněného Davida Limberského ke kvalifikačnímu utkání s Islandem - do něj však nezasáhl.
Debutoval až 31. 3. 2015 v přátelském zápase v Žilině proti domácímu týmu Slovenska (porážka 0:1), nastoupil na hřiště v 82. minutě.
Ze zdravotních důvodů nemohl být nominován na EURO v červnu 2021.

#### Kvalifikace na Mistrovství Evropy 2016
K druhému utkání v dresu národního týmu nastoupil 10. 10. 2015 v kvalifikaci na EURO 2016 doma proti Turecku přímo v základní sestavě (český tým již měl v té době jistotu postupu). Ten se mu však nepovedl; Češi prohráli 0:2, kdy Turci nejdříve otevřeli skóre penaltou po diskutabilním faulu právě od Nováka a pak po centru nedůrazně bráněného Turana, který přeletěl přes Nováka na Calhanoglua a ten se hlavou nemýlil. K poslednímu kvalifikačnímu utkání v nizozemské Amsterdam Areně již nenastoupil, z lavičky sledoval vítězství českého týmu 3:2. K dalším přátelským utkáním již poté nebyl nominován a tak se nedostal ani do konečné nominace na EURO 2016 ve Francii.

#### Kvalifikace na Mistrovství světa 2018
Po odstoupení trenéra Pavla Vrby a ukončení reprezentační kariéry několika hráčů v čele s Petrem Čechem před začátkem kvalifikace se začal rodit nový tým. Na pozici trenéra nastoupil Karel Jarolím a právě Nováka si vybral na uvolněné místo základní sestavy po Davidu Limberském podle závěrů ze sledování a následného úvodního přípravného utkání proti Arménii (výhra 3:0).
A za pár dnů na to 4. 9. 2016 šla reprezentace hned do ostrého kvalifikačního startu v rámci skupiny C - na poloprázdné Letné nastoupila proti výběru Severního Irska. Novák nastoupil v základní sestavě a dostal se také do největší šance zápasu - z malého vápna sám před brankářem však střílel jen těsně vedle pravé tyče. Po několika dalších zmařených šancích na obou stranách tak utkání skončilo bezbrankovou remízou 0:0. O měsíc později nastoupil Novák opět v základní sestavě, tentokrát proti Německu. V Hamburku však favorit skupiny neponechal nic náhodě a smetl český výběr 3:0. V dalším zápase o několik dní později proto trenér Jarolím razantně obměnil sestavu, ve které Novák nedostal příležitost. Ani tato změna však nepřinesla kýženou gólovou produkci a tak se i v Ostravě s Ázerbájdžánem hrálo bez branek. Za další měsíc se Češi utkali v pražském Edenu s Norskem s cílem konečně vstřelit gól a získat plný počet bodů, aby se neprohlubovala ztráta na čelo tabulky skupiny. To se podařilo díky trefám nováčků Krmenčíka a Zmrhala - zápas skončil 2:1, Novák opět odehrál plných 90 minut a posílil tak svou pozici. Do návazného přátelského utkání s Dánskem proti "svým" již nezasáhl.

### Reprezentační góly a zápasy
Góly Filipa Nováka v české reprezentaci do 21 let
| Gól | Datum       | Stadion                | Soupeř | Skóre (min.) | Výsledek | Soutěž                      |
| --- | ----------- | ---------------------- | ------ | ------------ | -------- | --------------------------- |
| 010 | 10. 9. 2012 | Chance Arena, Jablonec | Wales  | 01:00 (17.)  | 5:0      | kvalifikace na ME "21" 2013 |

Zápasy Filipa Nováka v A-mužstvu české reprezentace
| 2015                | 2  | 0 |
| 2016                | 4  | 0 |
| 2017                | 6  | 1 |
| 2018                | 7  | 0 |
| 2019                | 4  | 0 |
| Celkem              | 23 | 1 |
| Platí k 11. 6. 2019 |    |   |